# 維羅納 (加利福尼亞州)
維羅納（英語：Verona）是位於美國加利福尼亞州阿拉米達縣的一個非建制地區。該地的面積和人口皆未知。

## 地理
維羅納的座標為37°37′37″N 121°52′53″W / 37.62694°N 121.88139°W，而該地的平均海拔高度為96米（即315英尺）。